# Connie Newton Needham
Connie Marie Bowen, meglio conosciuta con i cognomi pseudonimo Newton e da sposata Needham (Anaheim, 5 dicembre 1959), è un'attrice statunitense, principalmente nota per il ruolo di Elizabeth Bradford nel telefilm La famiglia Bradford, dal 1977 al 1981.

## Biografia e carriera
Si sposa nel 1979 con uno scenografo che lavora nella serie La famiglia Bradford.
Terminata l'esperienza nel 1981, come guest star recita nella serie Quelli della pallottola spuntata. Interpreta inoltre una ballerina affetta da sclerosi multipla nella serie Saranno famosi, nell'episodio To Soar and Never Falter, che ottiene il Premio Emmy.
Madre di due figlie, si ritira dalle scene per insegnare danza nella Contea di Orange, in California.
Nel 2009 le viene diagnosticato un cancro alle ovaie, trattato poi con successo.